# Oskar Rassau
Oskar Rassau (* 29. Juli 1843 in Schulenburg, Amt Calenberg; † 6. Dezember 1912 in Dresden) war ein deutscher Bildhauer und Medailleur.

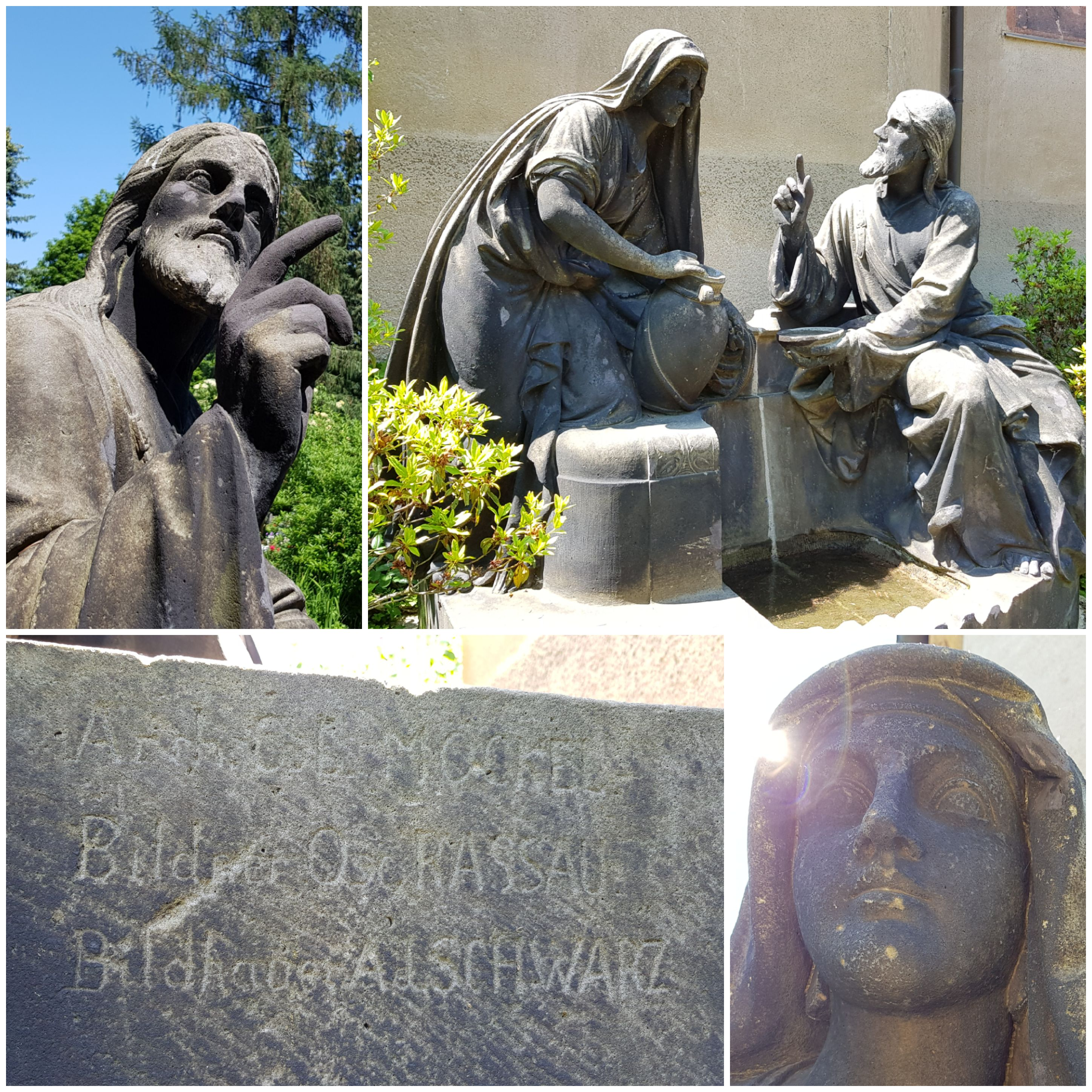
Samariterbrunnen, Entwurf Oskar Rassau, Architekt Gotthilf Ludwig Möckel, Ausführung Adolf Schwarz

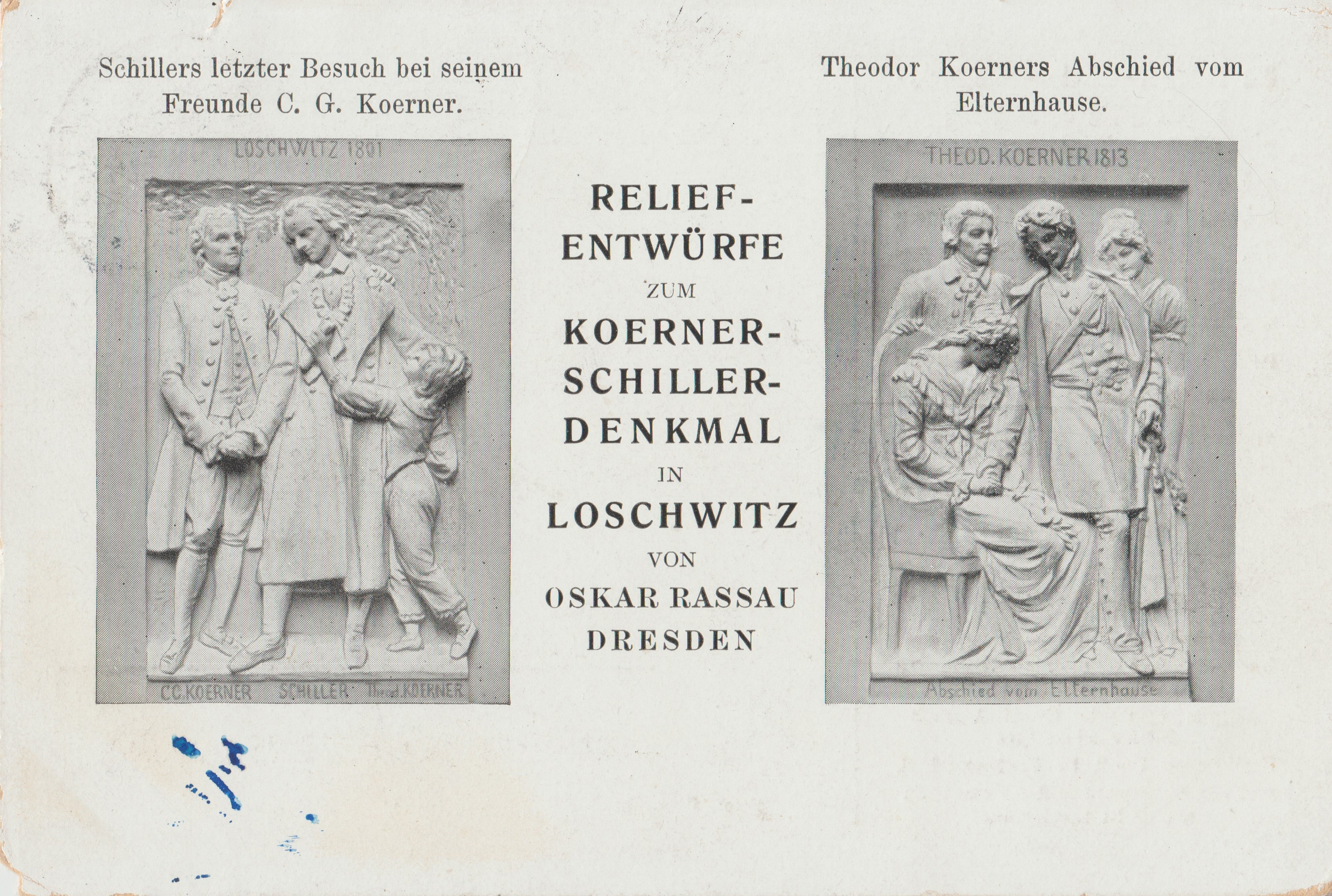
Karte Entwurf Relief Schiller Körner Denkmal Dresden, ca. 1900

## Leben
Rassau war zunächst von 1858 bis 1864 an der Polytechnischen Schule in Hannover für Bossieren und Baugeschichte immatrikuliert, ehe er von 1864 bis 1868 an der Kunstakademie Dresden studierte. Sein erstes öffentliches Werk war eine in Hameln enthüllte Statue des Pastor prim. Schlegel im Jahr 1873. In den Jahren 1875 bis 1884 fertigte er überwiegend kirchliche Arbeiten. Später wandte er sich der Fertigung von Standbildern zu. Er war zudem mit der Wiederherstellung der goldenen Pforte in Freiberg und weiteren öffentlichen Arbeiten betraut.
Er war mindestens seit 1892 Ehrenmitglied der Gesellschaft für bildende Kunst und vaterländische Altertümer zu Emden und hatte in diesem Jahr der Sammlung dieser Gesellschaft eine von ihm modellierte Porträtstatue des Kaisers Joseph II. von Österreich zum Geschenk gemacht. In Tetschen wurde dieses mit einem Preis ausgezeichnete 2,60 Meter hohe Standbild – in Erz ausgeführt – aufgestellt. Im Jahr 1898 fertigte er ein Reliefmedaillon aus Bronzeguss, auf dem der Bauingenieur Claus Koepcke, und 1902 eines, auf dem dessen Ehefrau Friederike (geborene Lüdecking) dargestellt ist. Rassau war Schriftführer der Dresdner Kunstgenossenschaft.
Eine Nichte von Rassau war die Künstlerin Emy Rogge.

## Werk (Auswahl)
- Bautzen
  - 1891, Sandsteinrelief Christus mit Maria und Martha im Tympanon am Portal der Maria-und-Martha-Kirche.[6]
- Breslau
  - 1882, Sandstein-Figuren am Rathaus zu Breslau, beim südlichen Mittelerker, dem Eingang des Schweidnitzer Kellers, z. B. der Ratsschreiber (Modell: Gustav Dickhuth, Ehrenbürger von Breslau), rechts vom Erker
- Chemnitz
  - Figuren Moses und Johannes der Täufer für die Schlosskirche
  - Altarrelief mit dem Motiv des heiligen Abendmahls in der St.-Nikolai-Kirche
- Dresden
  - Büste Ludwig Richter im Stadtmuseum
  - Entwurf Schiller-Körner-Denkmal in Loschwitz, Architekten Martin Pietzsch, Ausführung Bildhauerarbeiten Adolf Schwarz[7]
  - Abendmahlsrelief in der Markuskirche in Pieschen
  - Altarrelief in der Heilig-Geist-Kirche in Blasewitz
  - bildhauerischer Schmuck in der Johanneskirche
  - Vier Evangelisten in der Kreuzkirche Dresden
  - 1901, Modell vom Brustbild des erhöhten Christus in der Turmhalle der Martin-Luther-Kirche, ausgeführt durch Anton und Adolf Schwarz[8][9][10]
  - Figuren Abend und Morgen an der Südfassade des Kunstakademiegebäudes
  - 1903, Lukaskirche: Bildhauerischer Schmuck im Altarraum, z. B. Apostel Petrus, Paulus, Johannes, Jakobus[11]
- Hainichen
  - 1911, Entwurf Samariterbrunnen, Architekt Gotthilf Ludwig Möckel, die Ausführung der Bildhauerarbeiten übernahm Adolf Schwarz[12][13][14]
- Hameln
  - Schlaeger-Denkmal
- Hannover
  - 1884, Denkmal Louis Stromeyer, Marmorstatue ausgeführt von Franz Schwarz[15][16]
  - Denkmal Karl Karmarsch, mit Heinrich Köhler[17][18]
- Leipzig
  - Figurengruppe „Christus mit einem am Wanderstabe zusammensinkenden Greise“ über dem Portal der Marienkirche
- Osteel
  - Fabriciusdenkmal, Urania mit Tafel der Sonnenflecken in der Hand haltend. Auftraggeber war die Naturforschende Gesellschaft zu Emden (1895)
- Rostock
  - Standbilder Herzog Christian Ludwig II. von Mecklenburg-Schwerin und Großherzog Georg von Mecklenburg-Strelitz am Ständehaus
(zwei weitere Standbilder von Bildhauer Ludwig Brunow)
- Tetschen
  - Denkmal Kaiser Josef II.[19]
- Zwickau
  - 1876, Entwurf des Altarreliefs „Jesus heilt den Gichtbrüchigen“ in der Lukaskirche Zwickau/Planitz. Die bildhauerische Ausführung in französischen Kalkstein übernahm Franz Schwarz[20][21]

## Galerie

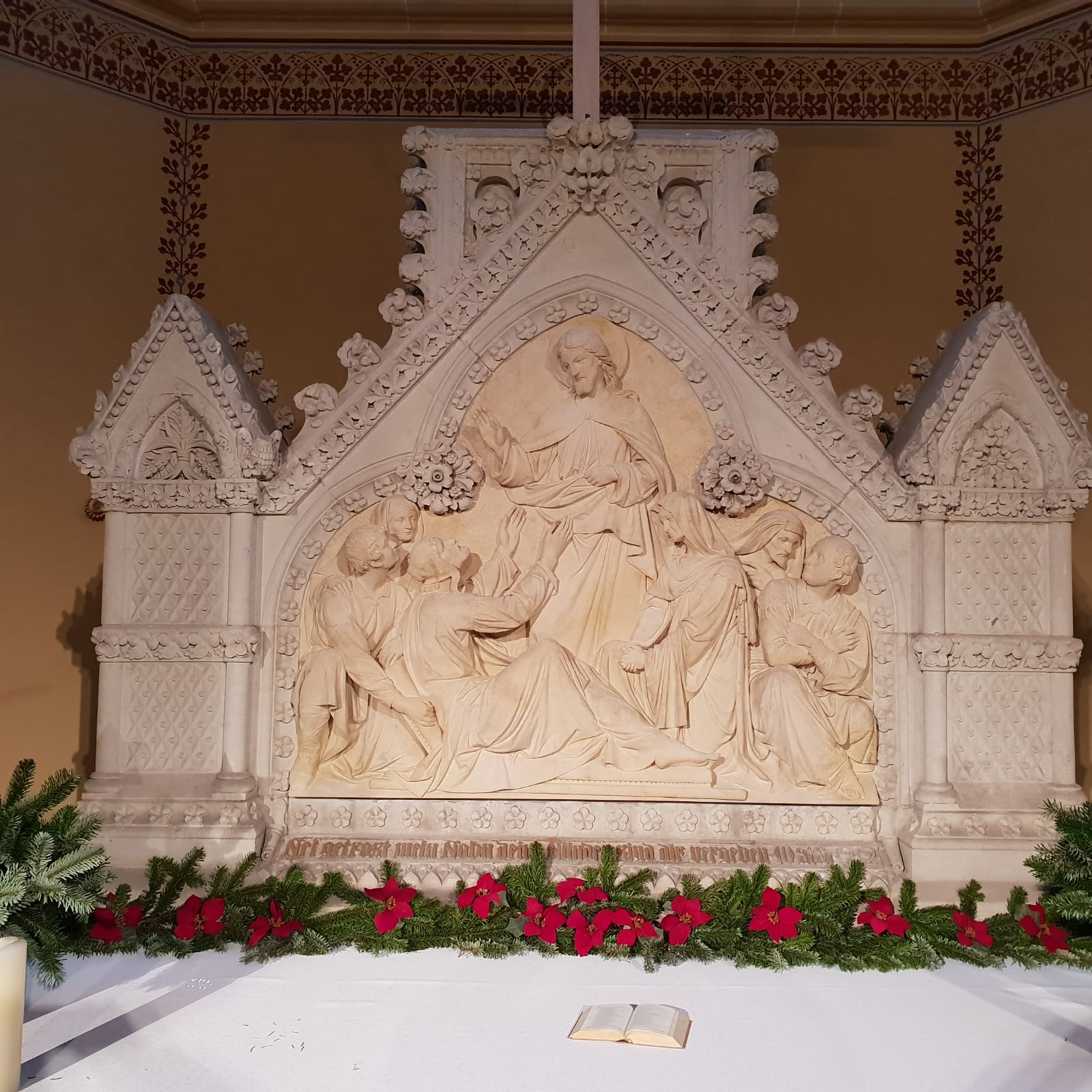
Lukaskirche Zwickau Altarrelief, 1876
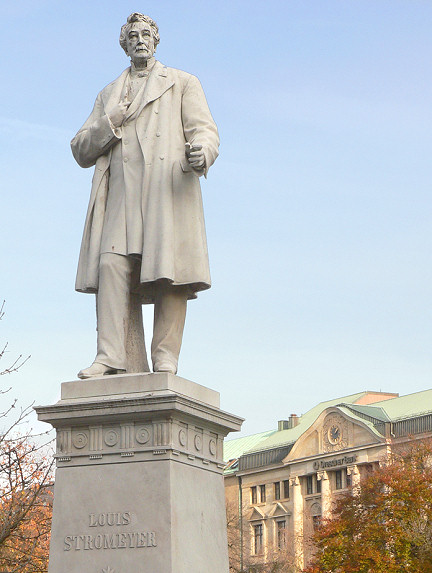
Louis Stromeyer, 1884
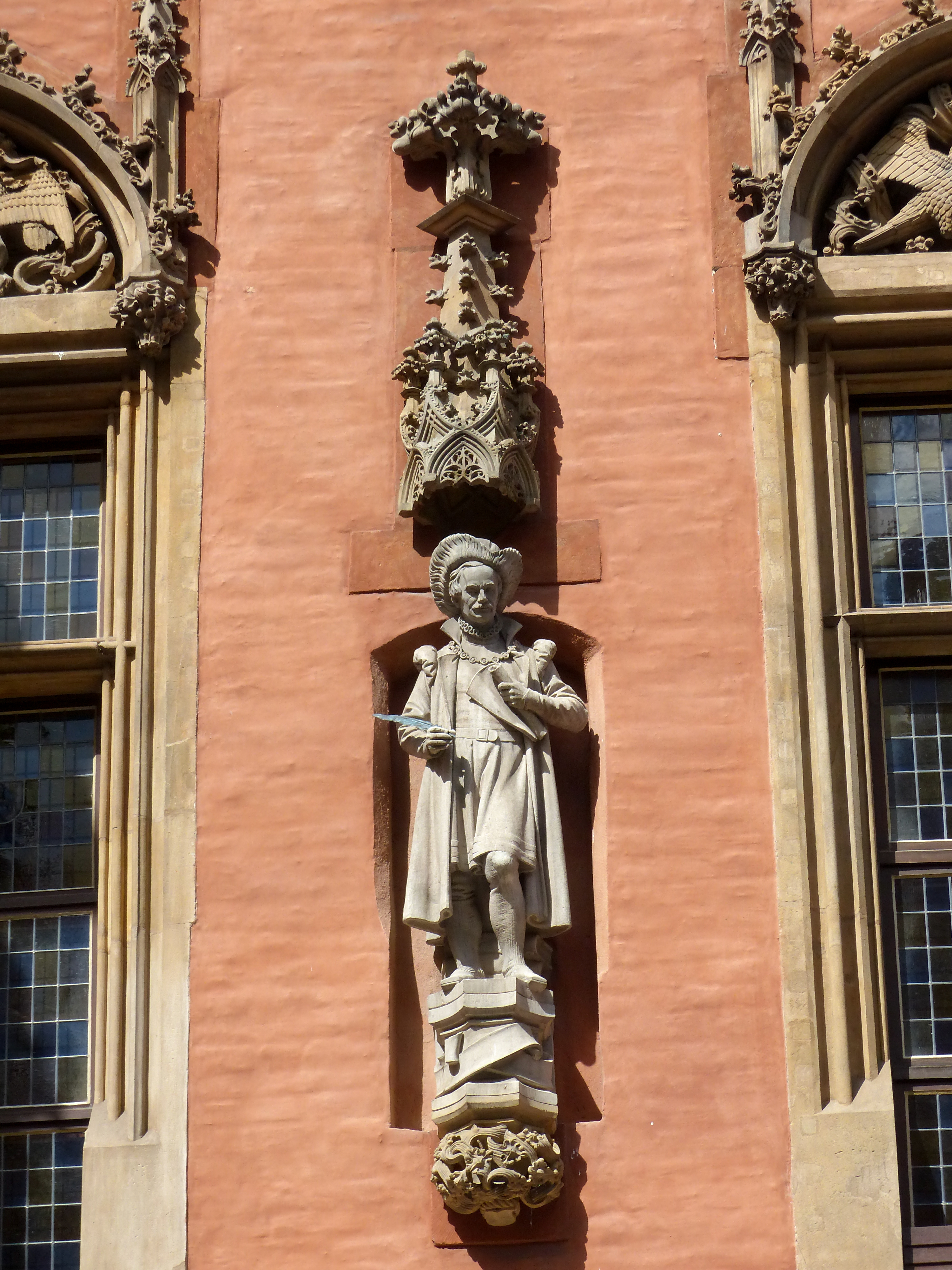
Ratsschreiber am Rathaus Breslau, 1892
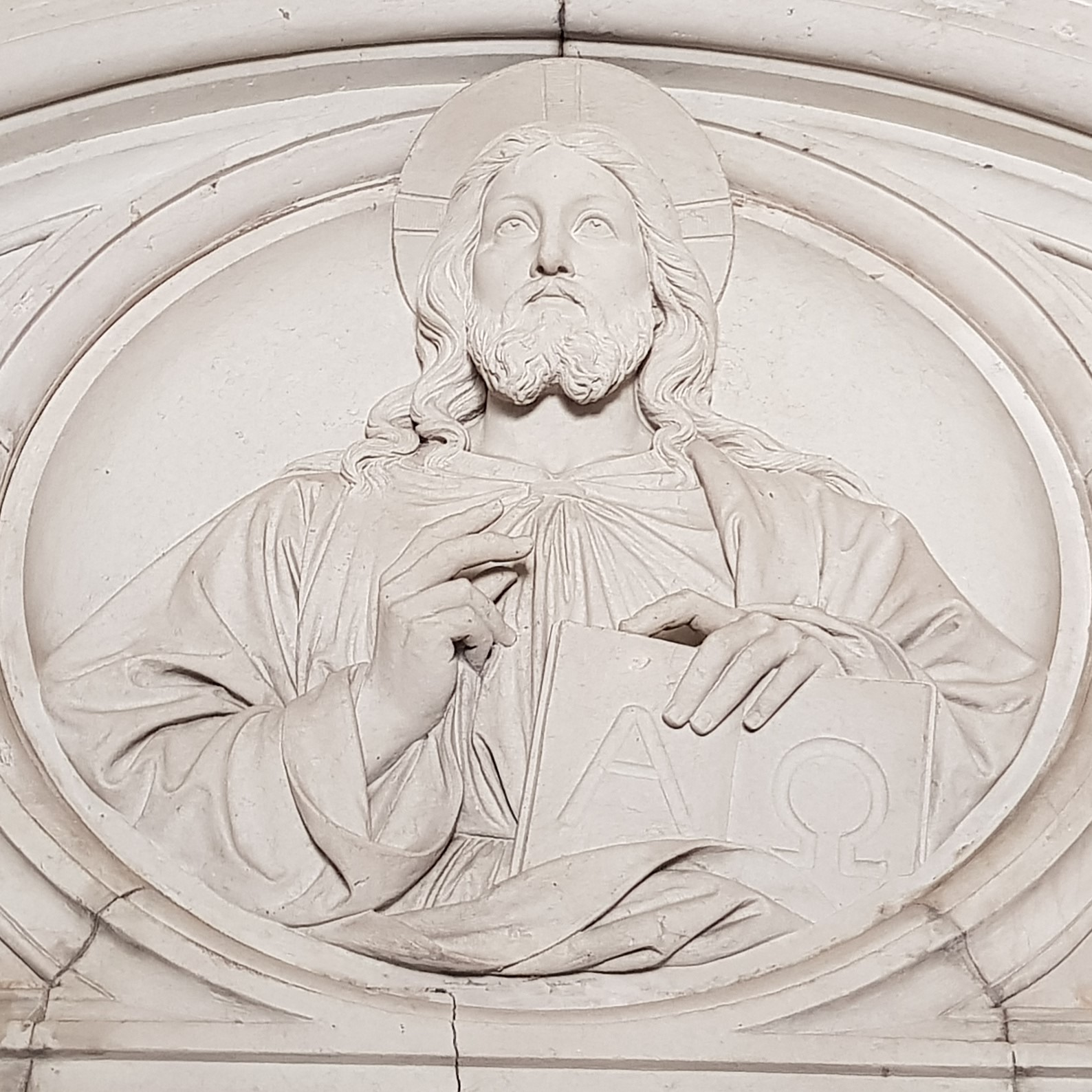
Brustbild des erhöhten Christus, 1901